# Roger Rémondon
Roger Rémondon (Saint-Étienne, 9 de febrero de 1923 - París, 10 de octubre de 1971) fue un historiador francés, especialista en papirología griega.
Durante la Segunda Guerra Mundial, Rémondon se unió a los Chantiers de la jeunesse. El 23 de junio de 1943 trabajó directamente para los alemanes en Bergerac junto con ciento cincuenta jóvenes en la construcción del aeródromo situado a pocos kilómetros de la localidad; liberado de Bergerac el 26 de julio del mismo año, se instaló en Saint-Étienne —donde vivían sus padres— y comenzó a estudiar alemán. La administración de la École Normale Supérieure le propuso ocupar un puesto de intérprete en los servicios de trabajo obligatorio de París.
Sucesivamente estudiante de la École Normale Supérieure y residente en el Instituto Francés de Arqueología Oriental de El Cairo, Roger Rémondon fue, en particular, director de estudios de la École Pratique des Hautes Études (cátedra de papirología e historia del Egipto grecorromano) y profesor de historia en la Facultad de Letras de Lille. Rémondon es también autor de una obra de síntesis sobre la decadencia del Imperio romano de Occidente titulada La Crise de l'Empire romain : de Marc Aurèle à Anastase, publicada en la colección «Nouvelle Clio» de las Presses Universitaires de France (existe edición en español).
El 10 de octubre de 1971, Roger Rémomdon murió a la edad de 48 años de un infarto en su apartamento parisino de la rue de Flandre.